# Peter Appleyard

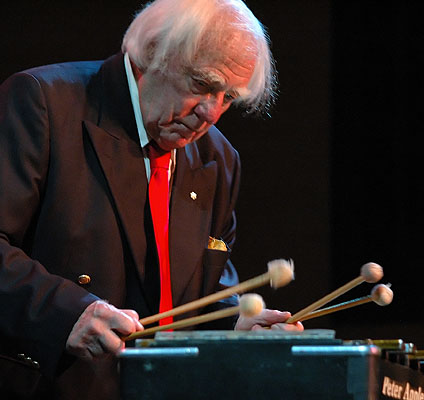
Peter Appleyard (Toronto Jazz Festival 2007)

Peter Appleyard (* 26. Oktober 1928 in Cleethorpes, England; † 17. Juli 2013 in Eden Mills, Guelph/Eramosa, Ontario) war ein kanadischer Jazzmusiker (Vibraphon, Schlagzeug) britischer Herkunft. Er galt als einer der Vibraphon-Stars des Jazz und zählte zu den wichtigsten Musikern Kanadas.

## Leben
Appleyard, der als nautischer Instrumentenmacher arbeitete, spielte in seiner Freizeit Musik. Er begann als Schlagzeuger in lokalen Tanzkapellen, bevor er mit den Hawaiian Serenaders und verschiedenen Jazzgruppen auftrat. Während seines Wehrdienstes war er Mitglied eines Luftwaffen-Orchesters. 1949 ging er auf die Bermudas. 1951 zog er nach Toronto, wo er zum Vibraphon wechselte. In seinem Spiel auf dem Vibraphon sind Einflüsse von Lionel Hampton und von Terry Gibbs zu erkennen. In den 1950er Jahren spielte er zunächst bei Billy O’Connor, dann in Bands um Calvin Jackson und in eigenen Combos. Ab Ende der 1950er Jahre gastierte er auch häufiger in New York City.
In den 1970er Jahren spielte er regelmäßig sowohl mit Benny Goodman, mit dem er zwischen 1972 und 1974 auch in Deutschland auftrat, und mit Peanuts Hucko. Von 1977 bis 1980 betreute er die CBC-Fernsehshow Peter Appleyard Presents, in der er mit seiner eigenen Band wechselnde Gäste vorstellte. Außerdem nahm er mit Ed Bickert und Rob McConnell sowie mit Slam Stewart und mit Skitch Henderson auf. 1990 spielte er für Concord Records zwei Alben mit einer All-Star-Besetzung ein. u. a. mit Bucky Pizzarelli, Major Holley und Butch Miles. 1992 begleitete er Mel Tormé auf einer Japan-Tournee, bei der die CD Sing, Sing, Sing entstand. Mit Tormé, Dick Hyman und Roman Dyląg gastierte er auch in Europa. Er trat auch mit Moe Koffman, Fraser MacPherson, Diana Krall, Anne Murray, Oscar Peterson, Ella Fitzgerald, Tony Bennett und Hagood Hardy auf.
Appleyard verstarb mit 84 Jahren auf seiner Farm westlich von Toronto.

## Auszeichnungen
Appleyard wurde 1992 zum Offizier des Order of Canada ernannt. 2007 erhielt er den Satchmo Award. Sein Album Swing Fever wurde für den Juno Award nominiert und erreichte einen Goldstatus.

## Diskographische Hinweise
- The Vibe Sound (1958)
- On Stage with Bennie Goodman and His Sextet (1972)
- The Lost 1974 Sessions (Linus, 1974, hrsg. 2012), mit Hank Jones, Zoot Sims, Slam Stewart, Bobby Hackett, Mel Lewis, Urbie Green
- Peter Appleyard Presents (1977, Salisbury Laboratories, Direct-to-Disc Recording)
- Swing Fever (1982)
- Barbados Heat (1990, Concord)
- Barbados Cool (1990, Concord)
- Swing is Here (1996, In-Akustik)
- Peter Appleyard Quartet (2002)
- Sophisticated Ladies (2012)

## Trivia
Einen Höhepunkt seiner „live“-Auftritte bildeten seine pantomimischen und musikalischen Parodien auf Vibraphonkollegen – mit schauspielerischen Bravour imitierte er u. a. Milt Jackson, Lionel Hampton, Red Norvo und Terry Gibbs in zwerchfellerschütternder Manier – Höhepunkt seiner Darbietungen bildete dann die liebevoll-boshafte Darstellung seines Lieblingsvibraphonisten: Peter Appleyard......

## Lexigraphische Einträge
- Martin Kunzler: Jazz-Lexikon. Band 1: A–L. (= rororo-Sachbuch. Band 16512). 2. Auflage. Rowohlt, Reinbek bei Hamburg 2004, ISBN 3-499-16512-0.
- Peter Appleyard. In:  Encyclopedia of Music in Canada. herausgegeben von The Canadian Encyclopedia (englisch, französisch).